# الحرب الإنجليزية البورمية الثانية
الحرب الإنجليزية البورمية الثانية المعروفة أيضًا باسم حرب بورما الثانية (بالبورمية: ဒုတိယ အင်္ဂလိပ် မြန်မာ စစ်  [dṵtḭja̰ ɪ́ɰ̃ɡəleɪʔ mjəmà sɪʔ]؛  5 أبريل 1852-20 يناير 1853) الحرب الثانية من أصل ثلاث حروب نشبت بين القوات البريطانية والبورمية خلال فترة القرن التاسع عشر، التي نجم عنها انقراضًا تدريجيًا من حيث استقلال وسيادة بورما.

## خلفية الحرب
في عام 1852، أوفد اللورد دالهاوزي العميد جورج لامبرت إلى بورما بخصوص عدد من القضايا الثانوية المتعلقة بمعاهدة ياندابو المُوقعة بين البلدين. قدم البورميون على الفور عدة تنازلات من ضمنها إزالة حاكم اعتبرته الشركة ذريعة حرب. وفي النهاية أثار لامبرت، الذي وصفه دالهاوزي في رسالةٍ خاصة باسم «العميد سريع الغضب»، صدامًا بحريًا في ظروفٍ مشكوكٌ فيها للغاية عن طريق محاصرة ميناء يانغون والاستحواذ على السفينة الملكية التابعة للملك باغان مما أدى إلى نشوب الحرب الإنجليزية البورمية الثانية التي انتهت بسيطرة الشركة على مقاطعة باغو وتغيير اسمها إلى ميانمار السفلى.
وُصفت طبيعة النزاع وصفُا خاطئًا أمام البرلمان، ولعب البرلمان دورًا إضافيًا في «إخفاء» الحقائق التي تم الكشف عنها للعلن، إلا أن معظم الحقائق تأكدت من خلال قراءة ومقارنة هذه الروايات المتضاربة فيما كان في الأصل منشور مجهول المصدر، بعنوان كيف نشبت الحروب في الهند؛ وتبقى هذه الرواية التي قدمها ريتشارد كوبدن الدليل المعاصر الوحيد تقريبًا فيما يتعلق بمن اتخذ القرار الفعلي في احتلال بورما وضمها.
شن ريتشارد كوبدن هجومًا لاذعًا على دالهاوزي ردًا على إفادة عميدٍ بحريٍ للتفاوض (دبلوماسية مدافع الأسطول) وعلى مضاعفة طلب التعويض الأولي البالغ 1000 جنيه إسترليني مئة ضعف، ليصبح 100,000 جنيه إسترليني. إضافةً إلى ذلك، وَجه انتقادًا إلى دالهاوزي لتفضيله لامبرت على العقيد أرشيبالد بوجل، المفوض البريطاني في تيناسيرم، الذي كان يتمتع بخبرة أكبر بكثير في شؤون بورما الاجتماعية والدبلوماسية. أنكر داهاوزي أن لامبرت هو السبب.

## الحرب
في 5 أبريل 1852، وجهت الشركة أول ضربة قوية في الحرب الإنجليزية البورمية الثانية، عندما استحوذت على ميناء مرتبان. احتُلت يانغون في يوم 12 من نفس الشهر، ومن ثم تلاها معبد شويداغون في يوم 14، بعد قتالٍ عنيف، عندما انسحب الجيش البورمي شمالًا. حُوصِرت مدينة باثين في 19 مايو، وتمت السيطرة على باغو، بعد قتالٍ شرس دار حول معبد شويمادا. وخلال موسم الأمطار، تم الحصول على موافقة من محكمة مدراء شركة الهند الشرقية والحكومة البريطانية بضم الجزء السفلي من وادي نهر إيراوادي، بما في ذلك بلدة بروم. وبعد انتهاء القتال، نهبت القوات البريطانية مباني الباغودا لما تحتويه من ذهب، وفضة، وتماثيل بوذا ثمينة.
زار اللورد دالهاوزي يانغون في شهري يوليو وأغسطس، حيث ناقش الوضع برمته مع السلطات البحرية والعسكرية والمدنية. وقرر أن إملاء الشروط على محكمة آفا بالسير إلى العاصمة هو ليس الطريقة التي يفترض أن تجري بها الحرب ما لم يتم التفكير مليًا بضم المملكة بالكامل، الأمر الذي لم يكن من الممكن تحقيقه في ذلك الوقت من الناحيتين الاقتصادية والعسكرية. ونتيجةً لذلك، احتل اللواء غودون بلدة بروم في 9 أكتوبر، مواجهًا مقاومةً طفيفة من قبل القوات البورمية تحت قيادة اللورد داباين، ابن الفريق الأول ماها باندولا، الذي قُتل في الحرب الإنجليزية البورمية الأولى، وإن كان قتله مصحوبًا بخيبة أمل، حيث استاء اللواء من التعامل مع البحرية الملكية، تحت قيادة لامبرت، مجرد عميد بحري، بعد موت الأدميرال الخلفي تشارلز أوستن، شقيق الكاتبة جاين أوستن. أخبر اللورد دالهاوزي الملك باغان في أوائل شهر ديسمبر أن مقاطعة باغو ستصبح من الآن فصاعدًا جزءًا من أراضي الشركة.